# Norris (Tennessee)
Norris è un comune degli Stati Uniti d'America, situato nella Contea di Anderson, nello Stato del Tennessee. Deve il nome a George W. Norris, senatore per lo stato del Nebraska, che sostenne a lungo l'approvazione della legge del 1933 sulla Tennessee Valley Authority.